# Fatty and Minnie He-Haw
Fatty and Minnie He-Haw er en amerikansk stumfilm fra 1914 af Roscoe Arbuckle.

## Medvirkende
- Roscoe Arbuckle som Fatty
- Minnie Devereaux som Minnie He-Haw
- Minta Durfee som Minta
- Josef Swickard
- Harry McCoy som Barfly